# Касапова къща
Къщата на Касапови (на македонска литературна норма: Куќата на Касапови) е възрожденска къща в град Велес, Северна Македония. Сградата е обявена за значимо културно наследство на Република Македония.

## История
Къщата е разположена на улица „Максим Горки“ № 81, в махалата Долни дюкяни на Стария град, близо до Хаджиконстантиновата и Главиновата къща. Изградена е през ΧΙΧ век. В XXI век е реставрирана и лятно време в нея се провежда колонията Папрадищки майстори и други културни събития.

## Архитектура
Къщата е изградена на стръмен терен, върху голяма скала и е практически без основи и по думите на словенския архитект Душан Грабриян създава впечатление за реене. Къщата има малък двор и се състои от приземие и етаж под формата на буквата Г. Фасадите са ориентирани на изток и север. Приземието е каменно с четири помещения, а етажът и чаркакът са с дървена паянтова конструкция и са еркерно издадени над приземието. Имат неправилна форма и дървени подпорни косници. Чардакът формира трем, затворен от запад със скала. До етажа се стига по стълби. В интериора има разкошно обработени тавани и врати.